# Porta Pia
Porta Pia è una delle porte delle mura aureliane di Roma. Si tratta di una delle ultime opere di Michelangelo Buonarroti, nella quale l'artista, all'epoca già anziano, dispose gli elementi architettonici in modo assai innovativo.
Situata nel quartiere Nomentano, è nota soprattutto per l'avvenimento risorgimentale della presa di Roma, in data 20 settembre 1870: quel giorno il tratto di mura attiguo alla porta urbica fu lo scenario del combattimento tra le truppe del Regno d'Italia e quelle dello Stato Pontificio. Tale battaglia segnò la fine dello Stato della Chiesa e l'annessione di Roma all'Italia, la quale poté così completare la sua unificazione.

## Storia

### Commissione e costruzione

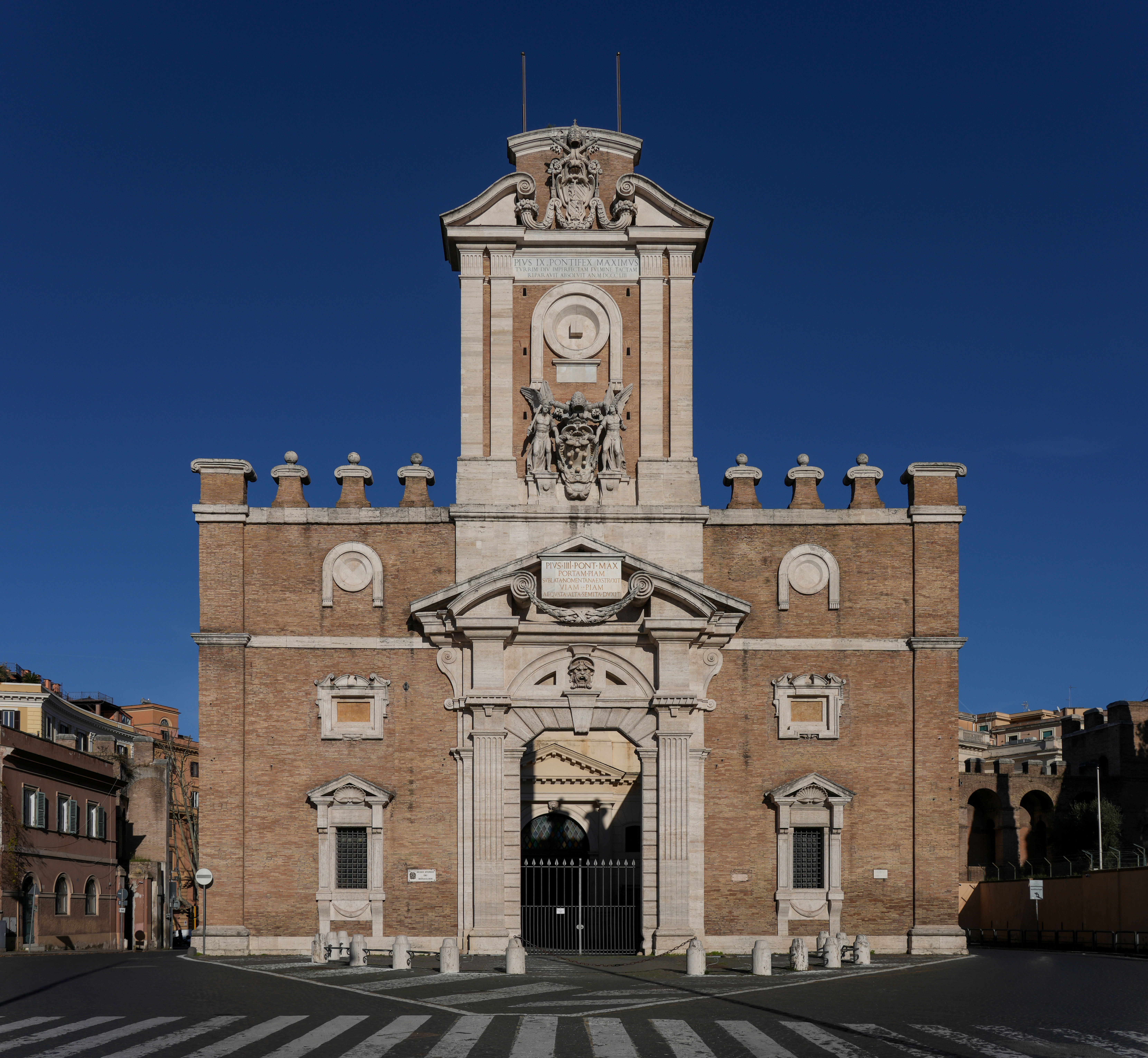
La facciata interna

La costruzione della porta fu voluta da papa Pio IV (da cui il nome) per sostituire la vicina Porta Nomentana, situata a meno di un centinaio di metri verso est, che fu in seguito murata. La sostituzione si rese necessaria a causa del nuovo assetto urbanistico dell'area, che portò al disallineamento tra l'antica Porta Nomentana e la via omonima che vi transitava. Il Buonarroti fu incaricato della realizzazione dell'opera e, secondo quanto riferisce il Vasari, presentò al pontefice tre diversi progetti, «tutti stravaganti e bellissimi»; per questa ragione il papa optò più pragmaticamente per il più economico. La costruzione fu finanziata dal banchiere fiorentino Pierantonio Bandini, che fornì il prestito su richiesta della Camera apostolica. I lavori ebbero inizio nel 1561 e furono completati nel 1565. A causa della morte dell'artista aretino nel 1564, l'opera fu portata a termine da Giacomo Del Duca (già suo assistente al progetto dal 1562), autore poi anche della vicina Porta San Giovanni.

### Conformazione originale

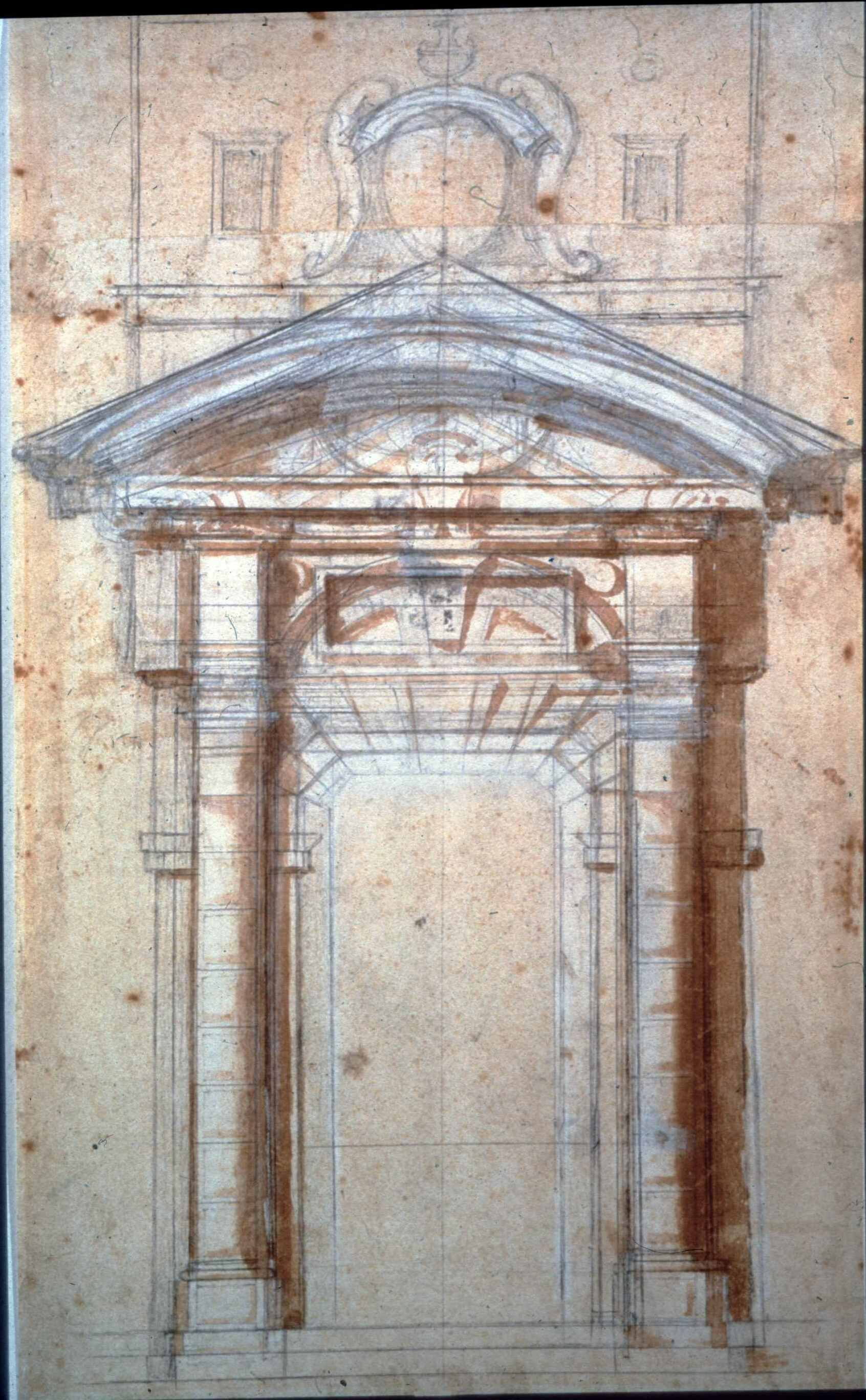
Disegno di studio di Michelangelo

La maggior parte degli esperti ritiene che l'interesse principale di Michelangelo fosse rivolto più all'aspetto teatrale-pittorico della porta che a quello funzionale. È infatti collocata alla fine della strada Pia, che riprendeva il tracciato dell'antica “Alta Semita” e proseguiva poi per la moderna via XX Settembre, a concludere con un prospetto frontale imponente un lunghissimo rettifilo che aveva inizio dal Quirinale. Per un maggiore effetto scenico la porta era quindi un po' arretrata rispetto alla linea delle mura, alla quale era collegata con due tratti di muro laterali obliqui, sovrastati dalla stessa merlatura della porta, ed era ad una sola arcata, con la facciata rivolta verso la città, mentre all'esterno si presentava con un semplice fornice.
I tre disegni presentati da Michelangelo non ci sono pervenuti (eccetto qualche schizzo per alcuni particolari) e non si ha nemmeno la certezza che l'opera fu effettivamente realizzata seguendo il progetto originario. A tal proposito, non secondario per la definizione dell'aspetto finale dell'opera fu il ruolo degli assistenti del Buonarroti, che all'epoca aveva ottantacinque anni e probabilmente non era in grado di seguire i lavori con la consueta meticolosità. È molto probabile quindi che il progetto originale abbia subito delle variazioni, come si può dedurre anche da una medaglia commemorativa coniata nel 1561 in occasione dell'inizio dei lavori e da un'incisione di Bartolomeo Faleti del 1568 (ritenuta la testimonianza più diretta, sebbene non del tutto esatta, del progetto michelangiolesco), nelle quali la Porta Pia appare con una conformazione abbastanza diversa da quella che ha oggi. Non è comunque possibile chiarire la questione, in quanto, già una quarantina d'anni dopo la realizzazione della porta, le carte topografiche di Roma la rappresentano quasi come un rudere: forse a causa di un fulmine, l'attico fu gravemente danneggiato e così rimase fino al restauro del 1853.
Le decorazioni interne di lato alla porta ricordano una bacinella circondata da un asciugamano. La leggenda vuole che si tratti di uno scherzo dell'artista che in tal modo voleva ricordare l'origine di papa Pio IV, nato Giovanni Angelo Medici non dai più noti Medici fiorentini, bensì dai milanesi Medici di Marignano, una famiglia di barbieri. Inoltre, sotto la finestra destra della stessa facciata è stato grossolanamente scolpito un mascherone ghignante, incompiuto, con le ali uncinate (in cui il popolo romano ha voluto riconoscere lo stesso Michelangelo), mentre sotto l'altra finestra c'è un masso appena abbozzato: potrebbe trattarsi di una prova della fretta con cui vennero conclusi i lavori. Le stampe e le incisioni fino al 1577 raffigurano una torre su un lato esterno della porta, che poi appare mozzata; è dubbio se si tratti di un crollo o di un abbassamento voluto per motivi architettonici.

### Modifiche successive
Una seconda arcata venne aperta intorno al 1575 per agevolare il transito del traffico, notevolmente aumentato per la chiusura della vicina porta Nomentana, come è puntualmente riportato sull'iscrizione che si trova sul fornice centrale:
| PIVS IIII PONT MAX PORTAM PIAM SVBLATA NOMENTANA EXTRVXIT VIAM PIAM AEQVATA ALTA SEMITA DVXIT |

Come già citato, la porta fu probabilmente danneggiata da un fulmine sul finire del XVI secolo è rimase in stato di semirovina per circa duecentocinquant'anni. Ci volle infatti un secondo fulmine che colpì nuovamente la struttura nel 1851 per spingere papa Pio IX a decidere di risistemare e ammodernare la porta. I lavori ebbero inizio nel 1853 e si protrassero fino al 1869, l'opera fu affidata all'architetto Virginio Vespignani che per il restauro della porta danneggiata si ispirò alla già citata incisione del Faleti. Nel corso degli stessi lavori vennero realizzati anche gli edifici alla destra e alla sinistra della vecchia porta e il cortile interno, chiuso da una nuova porta esterna realizzata in stile neoclassico. La nuova facciata, ora in linea con la cinta muraria, fu adornata con le statue (ognuna fiancheggiata da due colonne) di due santi martiri: Sant'Agnese vergine e Sant'Alessandro papa, che il Vespignani collocò all'interno di apposite nicchie secondo la volontà del papa. Le statue sono sormontate ciascuna da un'epigrafe riferita al rispettivo santo: esse informano che la santa ornat et fovet (adorna e riscalda) e il santo regit et tuetur (governa e protegge). Pio IX intendeva così ricordare lo scampato pericolo corso in occasione del crollo della sala d'udienza del convento di Sant'Agnese, che sorgeva lì nei pressi, dove il 12 aprile 1855 si era recato in visita. Sopra il fornice esterno è stata apposta una lunga iscrizione a ricordo dello scampato pericolo:
| HIEROMARTYRIBVS MAGNIS ALEXANDRO PONT MAX AGNETI VIRG QVORVM TROPAEIS VIA NOMENTANA NOBILITATVR PIVS IX PONTIFEX MAXIMVS ANNO SACRI PRINC XXIII PORTAM PIAM NOVIS OPERIBVS COMMVNITAM EXORNATAM DEDICAVIT DECESSORI INVICTO SOSPITATRICI SVAE IOSEPHO FERRARIO ANTISTITE VRBANO PRAEFECTO AERARI |

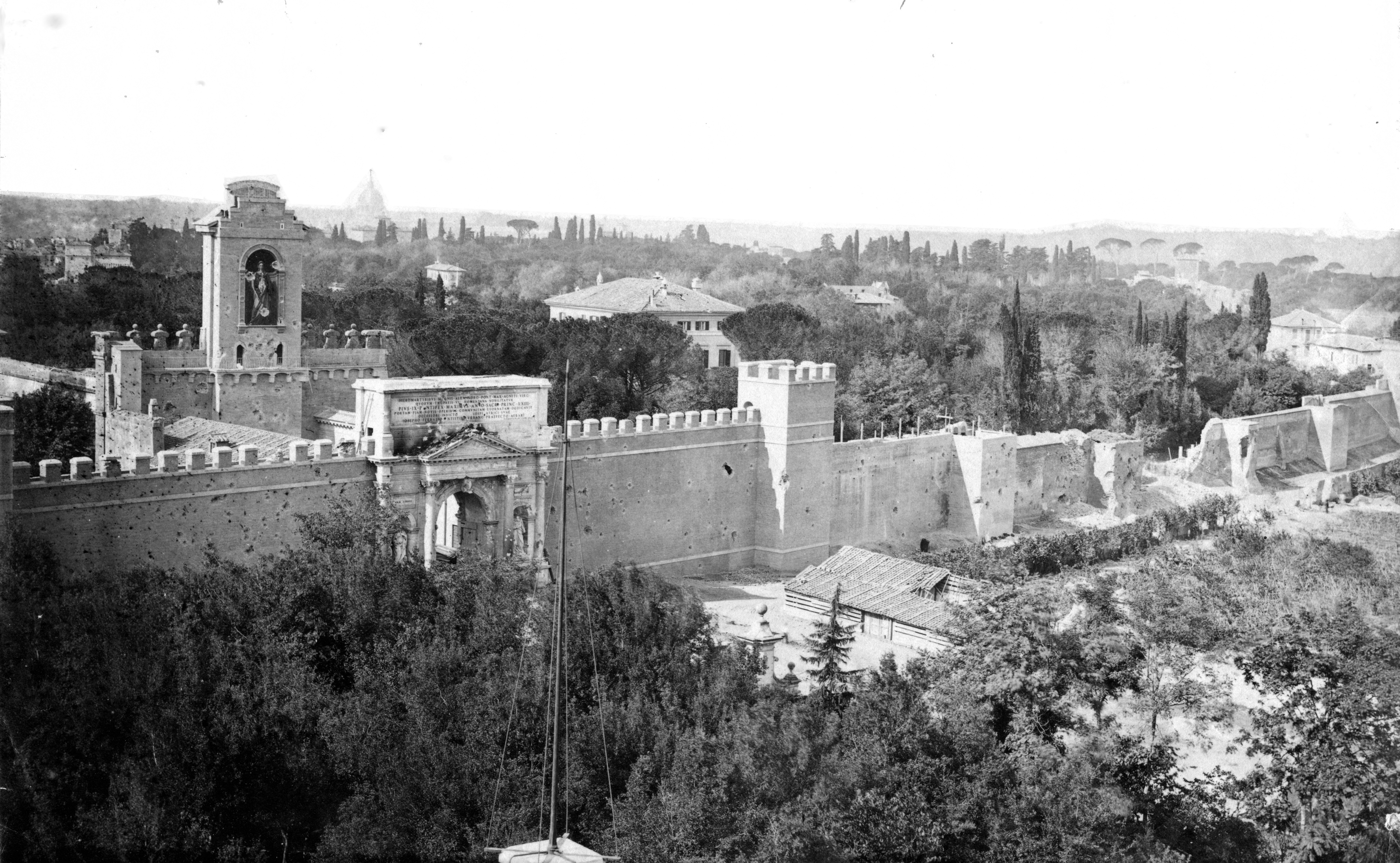
Porta Pia danneggiata da colpi di cannone al termine della presa di Roma

Il 20 settembre 1870, durante la presa di Roma, Porta Pia fu uno dei punti delle mura aureliane che furono presi d'assalto dalle truppe italiane nel tentativo di sfondare le difese cittadine. Fu proprio a pochi decine di metri da essa che le mura cedettero (evento passato alla storia come breccia di Porta Pia) permettendo ai bersaglieri di penetrare nella città e di conquistare Roma, annettendola al neonato Regno d'Italia. Durante gli scontri, la porta fu danneggiata dal cannoneggiamento dell'artiglieria italiana e fu restaurata nell'anno successivo. Anche le due statue di Sant'Agnese e Sant'Alessandro subirono gravi danni e furono ricollocate nella loro sede solo nel 1929 dopo un lungo restauro.

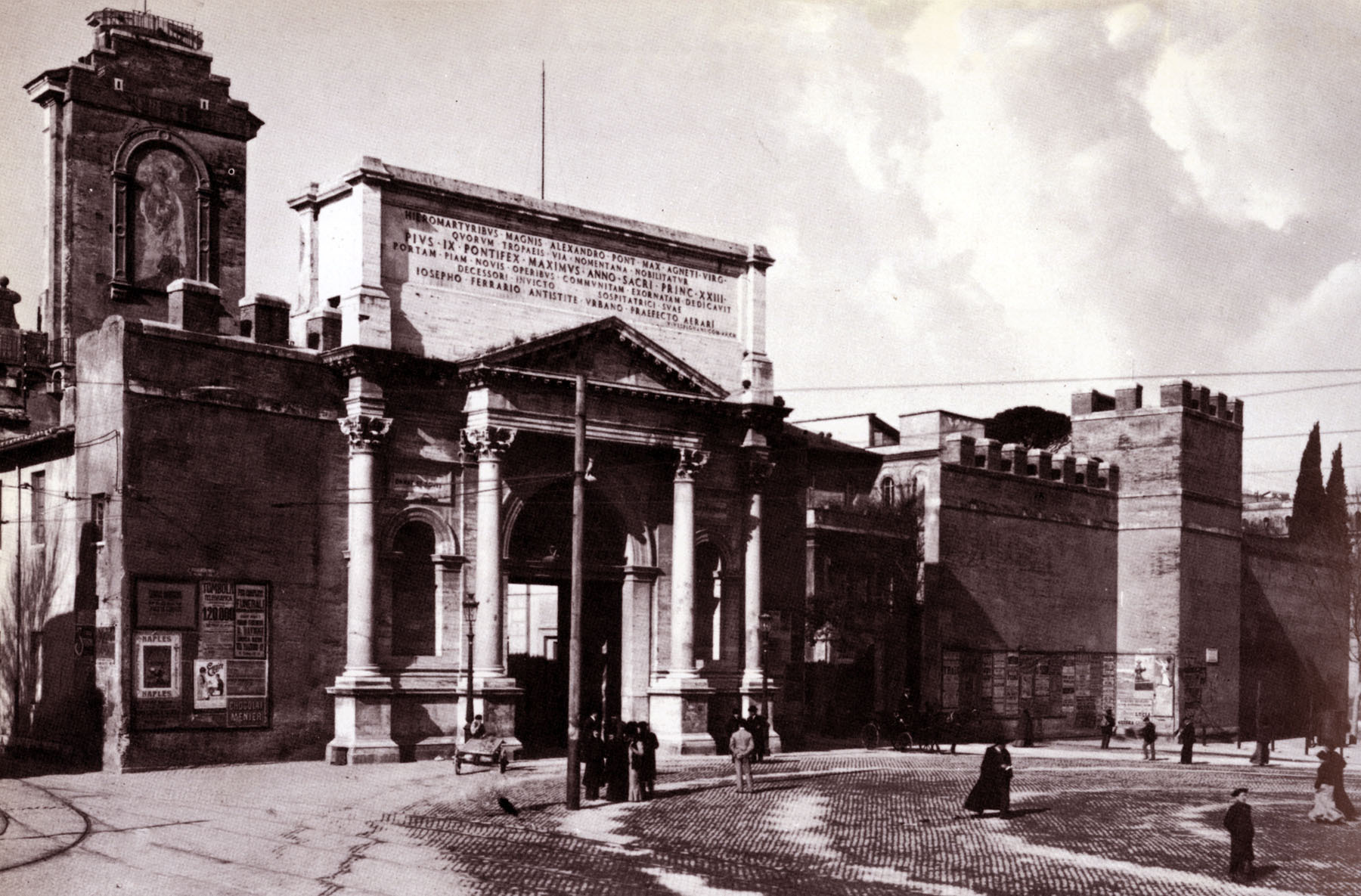
Porta Pia in una foto del 1900 circa

Nel 1931 i fabbricati della porta, a lungo utilizzati come l'ufficio doganale, divennero sede del Museo storico dei bersaglieri. All'interno del cortile sono presenti un monumento ad Enrico Toti, nonché i busti di quattro eminenti bersaglieri: Alessandro La Marmora, fondatore del Corpo, Luciano Manara e Goffredo Mameli, caduti nella difesa della Repubblica Romana e Giacomo Pagliari, caduto nell'assalto alla Breccia di Porta Pia. Nel 1932, su iniziativa della Associazione Nazionale Bersaglieri e in occasione della nuova apertura del museo, venne eretto di fronte alla porta, al centro del piazzale di Porta Pia, il Monumento al Bersagliere. È costituito da una statua in bronzo alta sei metri, opera dello scultore e medaglista romano Publio Morbiducci, raffigurante un trombettiere dei bersaglieri in corsa, armato di fucile, posizionata su un imponente basamento in travertino, realizzato dallo scultore Italo Mancini, ai lati del quale sono posizionati sei bassorilievi in pietra di Trani raffiguranti episodi salienti della storia dei Bersaglieri.